# Winn (Maine)
Pour les articles homonymes, voir Winn.

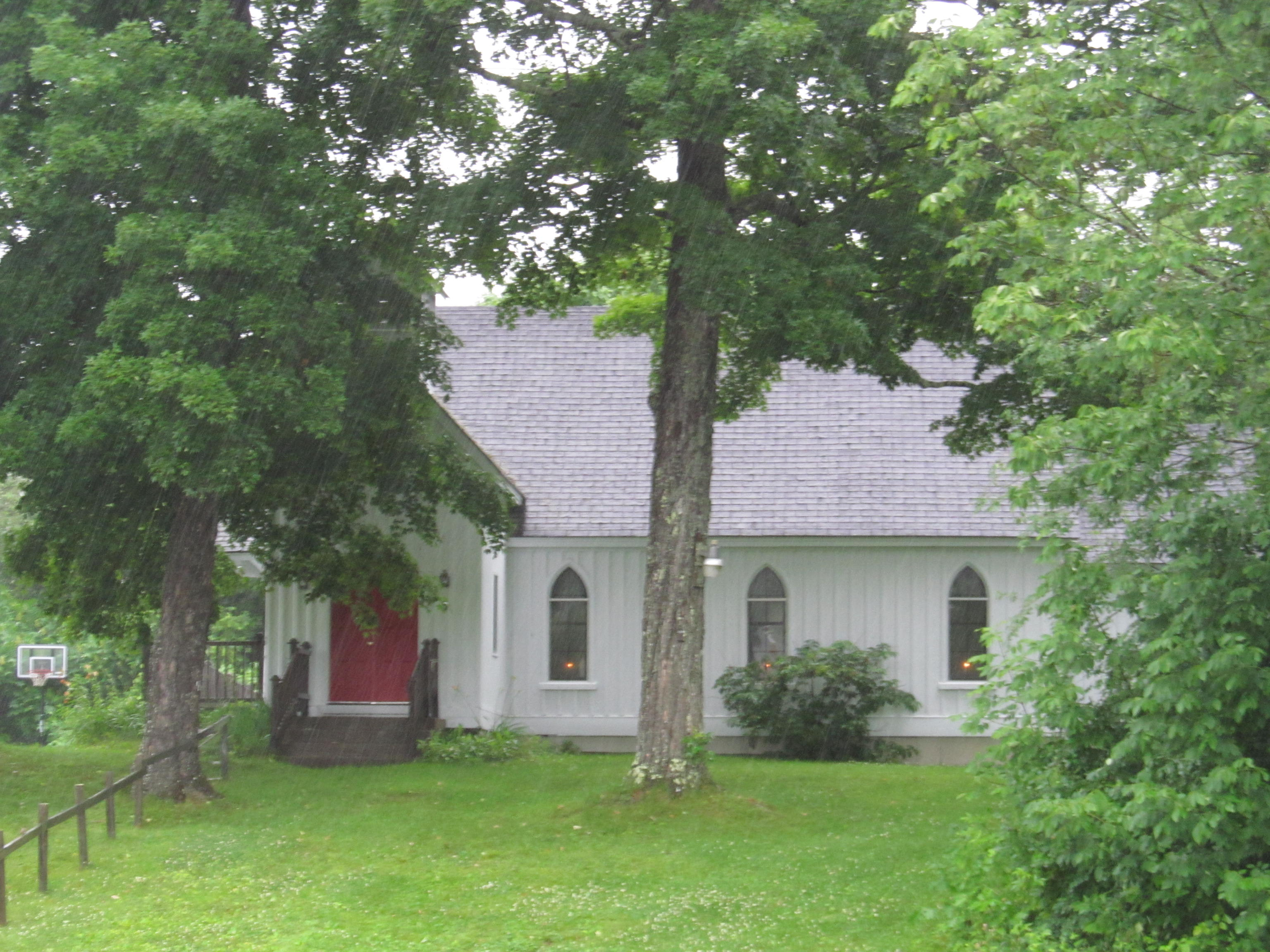
Église épiscopale Saint-Thomas à Winn, Maine.

Winn est une ville américaine située dans le Comté de Penobscot, dans le Maine. Selon le recensement de 2010, sa population est de 407 habitants.